# Biddinghuizen
Biddinghuizen er en by i det centrale Nederlandene, i provinsen Flevoland.
Byen ligger i Dronten-kommune. Byen har 6138 indbyggere (1. januar 2015).
Byen blev for første gang beboet siden 10. oktober 1963, da familien Heijmink som første indbyggere tog deres hus på De Voor 6 i brug.
Byen er kendt for forlystelsesparken Walibi Holland, desuden afholdes festivalerne Defqon.1 og Lowlands ved parken.